# Měšťanský dům (Baštová 2)

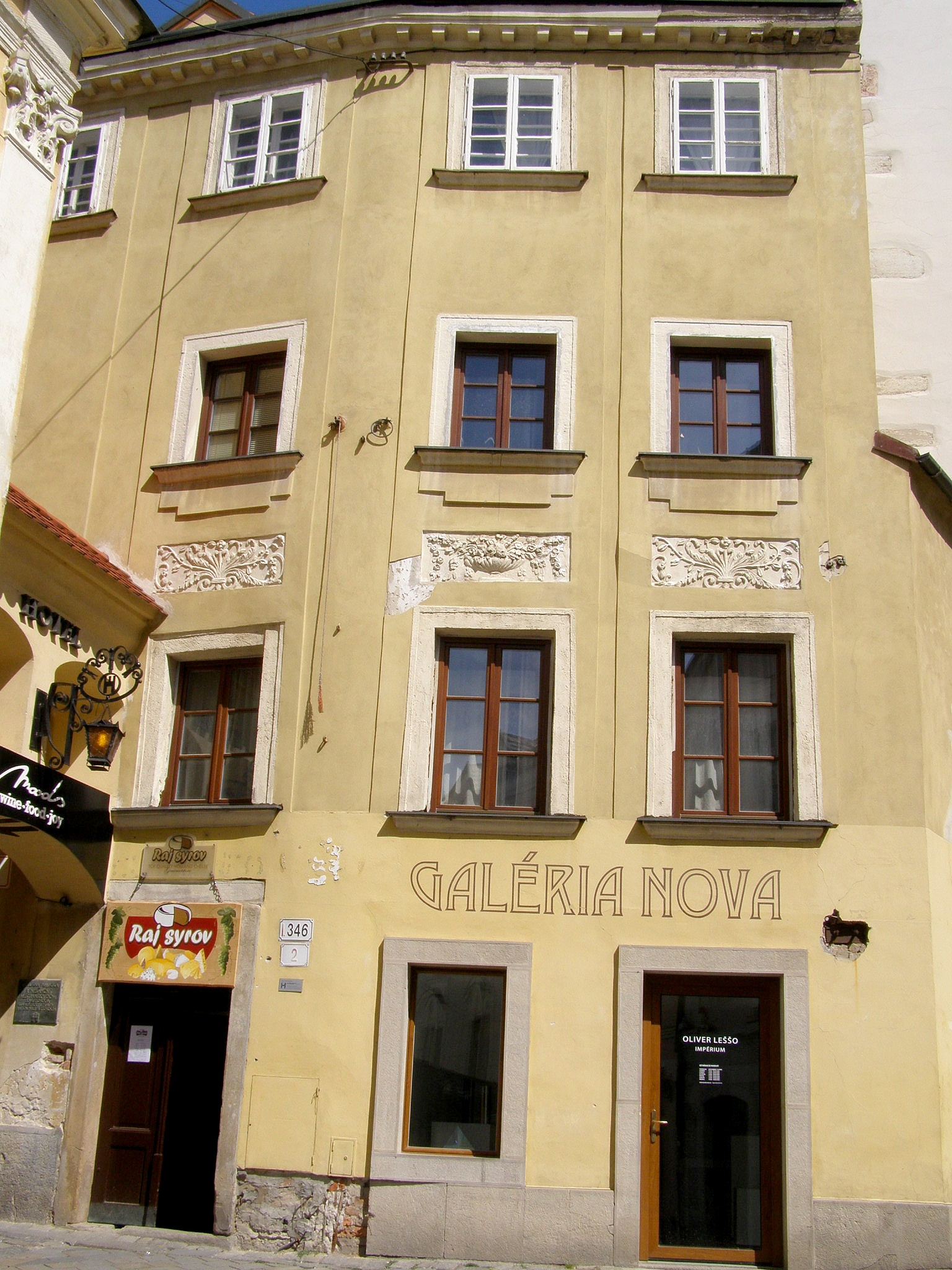
pohled na měšťanský dům (Baštová 2)

Měšťanský dům na Baštová ulici 2 je národní kulturní památka SR zapsaná v Ústředním seznamu kulturních památek (pod číslem 1/1), která se nachází v bratislavské městské části Staré město vedle Michalské brány. Za národní kulturní památku byl vyhlášen 23. října 1963.
Dům byl postaven již v 16. století. Podle historických záznamů stála na jeho místě v středověku zbrojnice.
V 19. století byly majiteli domu Batkovci (původem z Čech). Mezi nejvýznamnější členy rodiny Batkovců patřil Johann Nepomuk Batka starší (1795 - 1874) a jeho syn Johann Nepomuk Batka mladší (1845 - 1917). Batka starší byl hudebník - varhaník, jeho syn byl městský archivář a proslavil se jako hudební vědec a kritik. Díky jeho benefičním koncertům a různým výstavám se podařilo získat dostatečné finanční prostředky, které byly použity na výstavbu pomníku Jana Nepomuka Hummela.